# Pachira endecaphylla
Pachira endecaphylla är en malvaväxtart som först beskrevs av Vell., och fick sitt nu gällande namn av Carv.-sobr.. Pachira endecaphylla ingår i släktet Pachira och familjen malvaväxter. Inga underarter finns listade i Catalogue of Life.